# Мариология и римские папы
Многие римские папы внесли свой вклад в развитие мариологии и почитание Пресвятой Богородицы. До начала XX века, папы внесли следующий вклад в развитие догматики и обрядности, связанных с почитанием Богородицы:
- новые богородичные праздники;
- молитвы в честь Богородицы;
- поддержка католических марианских конгрегаций и обществ;
- выдача преференций и особых привилегий для религиозных орденов и городов;
- поддержка почитания Богородицы.

Например, в 1571 году перед битвой при Лепанто, в которой флот Священной лиги разгромил турецкую эскадру, участники битвы с христианской стороны молились на розариях, а в Риме проводились процессии с чётками и молитвами к Деве Марии о даровании победы над турками. После победы над турками папа Пий V ввёл в литургический календарь праздник, который назвал «Пресвятая Дева Марии Победы», а при следующем папе — Григории XIII, в 1573 году этот праздник получил название «праздник Пресвятой Девы Марии Розария».
Большую роль играло также официальное признание иерархами католической церкви явлений Девы Марии (как, например, в Лурде и Фатиме). Начиная со Льва XIII, папы периодически направляли энциклики и апостольские послания по различным аспектам мариологии, включая догматы о непорочном зачатии и вознесении.
В 1946 году в Ватикане была создана академия мариологии с конкретной задачей организации научных дискуссий и конференций по мариологии, а также контроля за библиотекой мариологических трудов, а в 1959 году папа Иоанн XXIII в своей энциклике motu proprio Maiora in dies присвоил Академии звание «Папская академия» и учредил в её структуре Постоянный комитет по подготовке и проведению международных конгрессов по мариологии.
Папы Пий XII и Иоанн Павел II провозглашали специальные годы Богородицы — 1954 и 1987 годы соответственно. Почитание Богородицы было поддержано Вторым Ватиканским собором (1962—1965) — собор подтвердил как все общехристианские догматы, так и специфичные для католичества, включая непорочное зачатие и вознесение, закрепив это в догматической конституции Lumen Gentium (глава 8 Lumen Gentium — «О Пресвятой Богородице Деве Марии в тайне Христа и Церкви»).
В 2007 году папа Бенедикт XVI посетил святилища Богородицы во многих странах.

## I тысячелетие

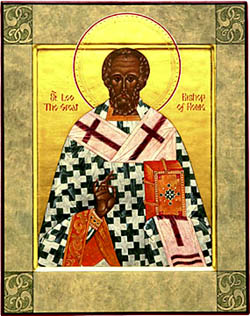
Папа Лев I

Многие ранние концепции мариологии были разработаны в восточном христианстве. В западном христианстве, папа римский Дамасий I (366—384) и его сторонники выступали против монофизитства — учения, авторство которого приписывается константинопольскому архимандриту Евтихию (около 378—454). Согласно учению монофизитов, Христос имел только божественную природу, из чего следовало, что Дева Мария является только Матерью Божьей, но не матерью человека — Иисуса Христа. В числе наиболее последовательных противников монофизитов был папа Льва I. Для разрешения спора с монофизитами были созваны Никейский собор, есть точка зрения, что впоследствии этот вопрос был перенесён на Халкидонский собор (451 год). Лев I отстаивал точку зрения, что Христос имеет двойственную природу — божественную и человеческую одновременно.
Согласно Льву I, мариология определяется христологией. Если бы Христос имел только божественную природу, то божественную природу имело бы и всё, с ним связанное. Он был бы распят, похоронен и воскрес в божественном статусе, Мария была бы только Богоматерью, и христиане не имели бы никакой надежды на их собственное воскресение. Таким образом, была бы уничтожена суть христианской веры. Поэтому Деву Марию следует почитать как в яслях, так и у престола Отца Небесного.

## XIII—XVII века
В течение этого периода, несколько пап издавали указы и проводили празднества и шествия в честь Девы Марии.
Так, папа Климент IV (1265—1268) написал поэму о семи радостях Девы Марии, которая считается ранней версией францисканского розария.
Папа Климент VIII (1592—1605) выпустил буллу Dominici Gregis (3 февраля 1603 года), в которой осуждал отрицание девственности Марии. Он поддерживал католические марианские конгрегации и традиции розария, выпустив по этому вопросу 19 папских булл.
Папа Климент X (1670—1676) поддерживал преференции и льготы для религиозных орденов и городов, проводивших празднества в честь Девы Марии. Выступил с буллой от 15 декабря 1673 года, в которой объявил незаконными некоторые способы почитания Девы Марии. Некоторые его буллы содержат обширное цитирование розария.

## XVIII век
Папа Климент XI (1700—1721) подготовил основу для принятия догмата о непорочном зачатии. Он ввёл в оборот понятие «Непорочное Зачатие» и в 1712 году отдал распоряжение инквизиции не преследовать тех, кто использует это понятие. Согласно предписанию Климента XI, праздник Непорочного Зачатия, который ранее отмечался только на региональном уровне, отныне становился всецерковным. Папа поддержал учение Гриньона де Монфора, назвав его «Апостольским миссионером Франции».3 октября 1716 года сделал всецерковным праздником праздник Дева Мария Розария.
Папа Бенедикт XIII (1724—1730) издал несколько энциклик в поддержку молитв и церемоний розария. Придал статус всецерковных праздникам Богоматери Семи скорбей и Богоматери Кармельской.
Папа Климент XII (1758—1769) запретил все литании, кроме литании Лорето. В 1767 году предоставил Испании привилегию, добавив литанию Деве Марии, а в 1770 году разрешил Испании сделать Деву Марию небесным покровителем страны.
Папа Бенедикт XIV написал книги о праздниках в честь Христа и Девы Марии — De festis Christi at BMV. Он поддержал марианскую конгрегацию Sodality of Our Lady в своей булле Gloriosae Dominae, изданной 27 сентября 1748 года, и увеличил привилегии для тех, кто молится с розарием.
Папа Климент XIV (1769—1775) при введении празднования Непорочного Зачатия в Южной Италии столкнулся с массовыми протестами. Он даровал францисканцам в Палермо, привилегию, согласно которой только они могли отмечать праздник Непорочного Зачатия. Позже он расширил эту привилегию для других религиозных орденов. Он запретил Братство Непорочного Зачатия, но утвердил рыцарский орден с таким же названием. По некоторым сведениям, он обещал королю Испании догматизировать Иисуса Христа и канонизировать Марию Агредскую.

## XIX век

### Пий IX

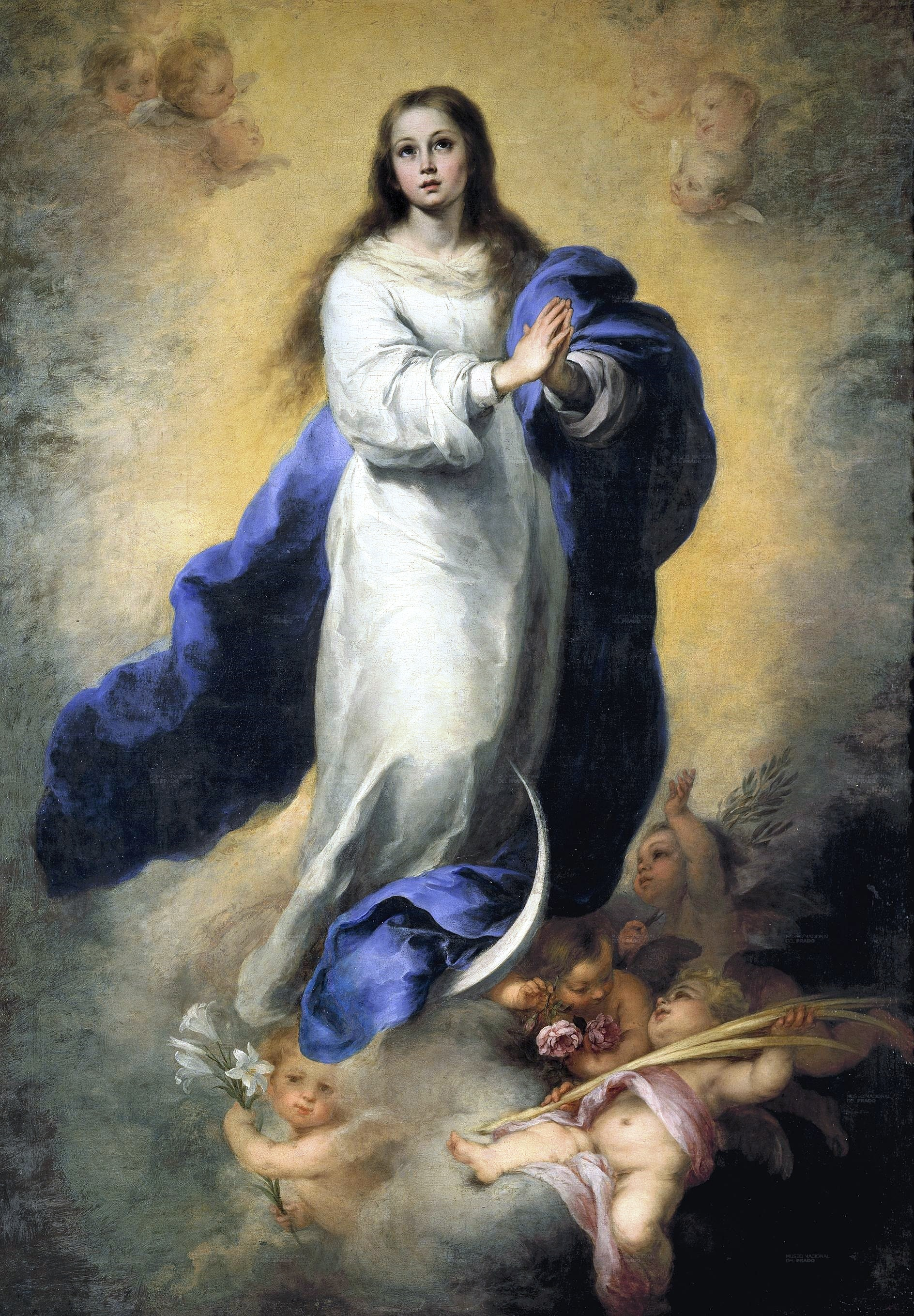
Пий IX провозгласил догмат о непорочном зачатии в 1854 году. Картина Мурильо «Непорочное зачатие» (1678)

Понтификат папы Пия IX (1846—1878) имел большое значение для развития мариологии, поскольку в это время был официально провозглашён догмат о непорочном зачатии. Это также повлияло на окончательное принятие догмата Вознесения, а также оказало влияние на формирование догматов Медиатрикс и Соискупления.
С самого начала понтификата Пия IX увеличилось число ходатайств от богословов с просьбами о догматизации Непорочного Зачатия. В 1848 году Пий IX сформировал специальную комиссию, которая должна была проанализировать возможность догматизации Непорочного Зачатия. Но в 1848 году папа из-за революции был вынужден бежать из Рима. Находясь в изгнания в Гаэта, папа, опираясь на поддержку архиереев в вопросе о Непорочном Зачатии, издал энциклику Ubi Primum. Впоследствии, в 1946 году, такой же коллегиальный подход был использован папой Пием XII, который при подготовке энциклики Deiparae Virginis Mariae также запрашивал мнение епископов о догмате Успения Девы Марии, и более 90 процентов опрошенных высказались за догматизацию. Пий IX 10 мая 1852 года назначил комиссию из двадцати богословов для подготовки текста догмата о Непорочном Зачатии, которая должна была завершить работу ко 2 декабря 1852 году.
8 декабря 1854 года Пий IX при поддержке подавляющего большинства римских католических епископов издал буллу Ineffabilis Deus (букв. «Боже неописуемый»), в которой говорилось:

«…Мы заявляем, провозглашаем и определяем, что учение, которое придерживается того, что Блаженная Дева Мария была с самого первого момента Своего Зачатия, особой благодатью и расположением Всемогущего Бога, ввиду заслуг Иисуса Христа, Спасителя рода человеческого, сохранена не запятнанной никаким пятном первородного греха, является учением, явленным в Откровении Богом, и потому в него должно твердо и постоянно верить всем верным. Эта „сияющая и совершенно уникальная святость“, которой Она „одарена с первого мига Своего зачатия“, целиком дана ей Христом: Она „искуплена возвышеннейшим образом в предвидении заслуг Её Сына“»— Ineffabilis Deus
За 8 лет до этого, в 1846 году, Пий IX удовлетворил пожелание епископов из США о признании Непорочной Девы небесным покровителем США. Во время Первого Ватиканского собора (1869—1870), 108 католических иерархов обратились к папе с просьбой добавить слова «Непорочная Дева» в текст молитвы Аве Мария, а некоторые участники собора также просили включить догмат о Непорочном Зачатии в Символ веры.
Пий IX верил в Вознесение Пресвятой Богородицы, и отмечал тесную связь между Непорочным Зачатием и её Вознесением. В то же время он в течение двух десятилетий сопротивлялся попыткам принять второй догмат о Деве Марии. Пий IX учил, что христиане получат всё с помощью Пресвятой Богородицы.

### Лев XIII

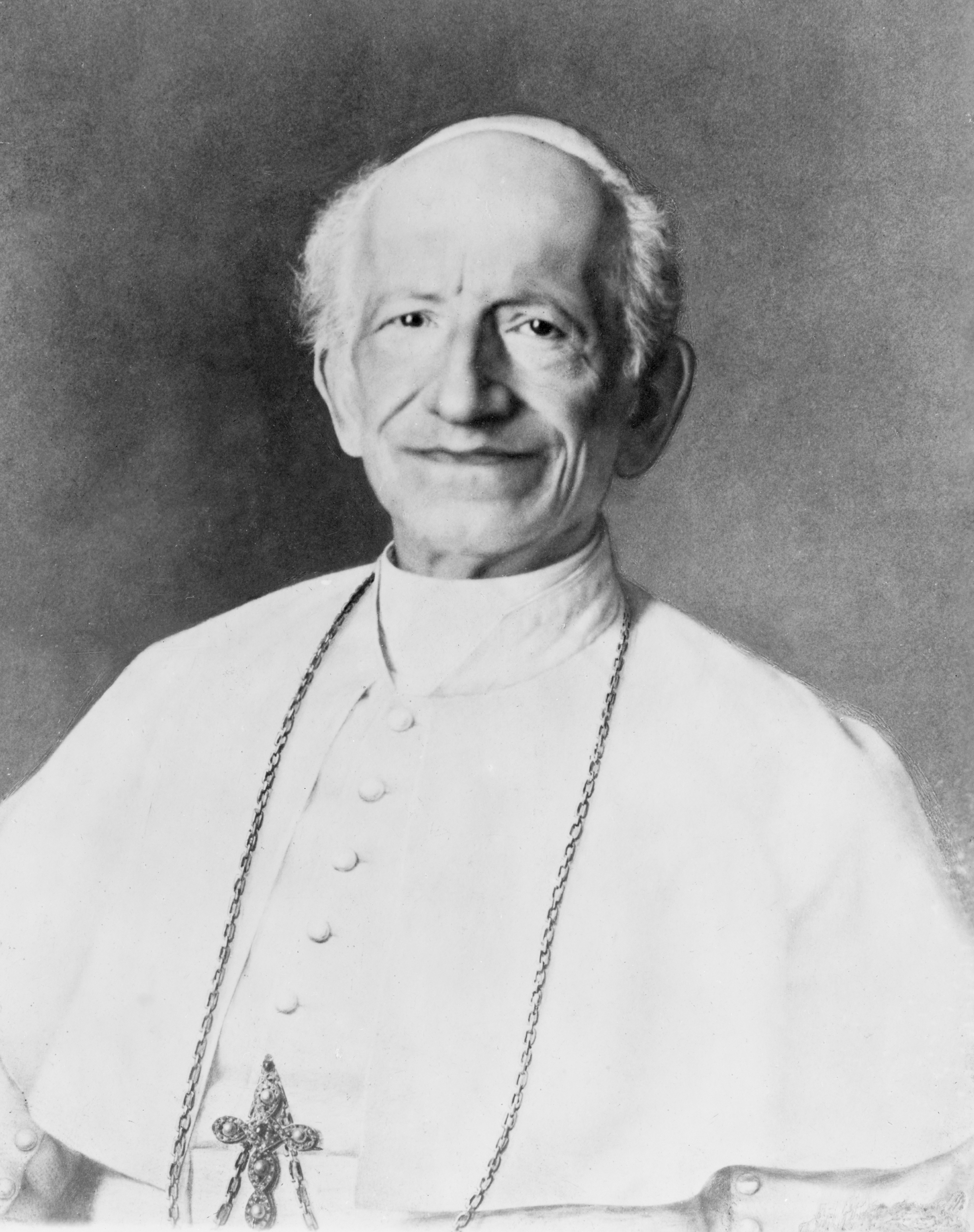
Папа Лев XIII

Папа Лев XIII (1878—1903) издал рекордное количество энциклик, посвящённых молитве розарию и учредил в 1883 году праздник Девы Марии Розария. Лев XIII был обеспокоен попытками разрушить веру в Христа и, в усиление культа Святейшего Сердца Иисуса Христа, в 1899 году посвятил Святейшему Сердцу Иисуса всю Вселенную. В десяти энцикликах Лев XIII призывал к почитанию Девы Марии с помощью молитва розария. Эти энциклики Льва XIII неоднократно цитировали папы Бенедикт XVI и Иоанн Павел II.
Лев XIII большое значение придавал работам Гриньона де Монфора, которого беатифицировал в 1888 году. Лев XIII (как впоследствии Пий X) использовал труды Монфора по мариологии к анализу церкви в целом. Взгляды Льва XIII в сфере мариологии находились под сильным влиянием учения Фомы Аквинского, особенно по вопросам о роли Девы Марии в Благовещение. Лев XIII использовал свою власть папы для поддержания почитания Девы Марии в местах её явлений, в частности, издал апостольское послание Parte humanae generi в поддержку паломничества в Лурд и другие места. Он объявил Богоматерь Монсерратскую покровителем Каталонии, и учредил в 1894 году Чудесный медальон. Лев XIII осудил ересь о непорочном зачатии и рассмотрел отношения Святого Иосифа с Богородицей в энциклике 1889 года.
Лев XIII проповедовал важность розария, как важного средства для причащения к жизни Девы Марии и от неё — нахождения пути к Христу.
| No. | Название на латыни            | Название в русском переводе       | Содержание                        | Дата             |
| --- | ----------------------------- | --------------------------------- | --------------------------------- | ---------------- |
| 1.  | Supremi apostolatus officio   | Высшее апостольское служение      | О почитании розария               | 1 сентября 1883  |
| 2.  | Superiore anno                | В прошлом году                    | О декламации розария              | 30 августа 1884  |
| 3.  | Vi è ben noto                 |                                   | О розарии и общественной жизни    | 20 сентября 1887 |
| 4.  | Octobri mense                 | Месяц октябрь                     | О розарии                         | 22 сентября 1891 |
| 5.  | Magnae Dei Matris             | О Божьей матери                   | О розарии                         | 8 сентября 1892  |
| 6.  | Laetitiae sanctae             | Святая радость                    | Рекомендованное почитание розария | 8 сентября 1893  |
| 7.  | Iucunda semper expectatione   | Всегда приятное ожидание          | О розарии                         | 8 сентября 1894  |
| 8.  | Adiutricem                    | Помощник                          | О розарии                         | 5 сентября 1895  |
| 9.  | Fidentem piumque animum       | Честное и благочестивое отношение | О розарии                         | 20 сентября 1896 |
| 10. | Augustissimae Virginis Mariae | Августейшая Дева Мария            | О братстве святого розария        | 12 сентября 1897 |
| 11. | Diuturni temporis             | Длительное время                  | О розарии                         | 5 сентября 1898  |

#### Медиатрикс
Лев XIII был первым папой римским, который полностью принял концепцию Девы Марии как посредницы, через которую Иисус Христос дарует свою благодать. В 1883 году Лев XIII писал, что ничто не имеет такой силы, как обращение за поддержкой к Богородицы, посреднице мира с Богом. В своей энциклике Octobri Mense он отметил, что Дева Мария — распорядитель милостей на земле, часть всеобщего спасения. В Dei MATRIS папа отмечал, что Дева Мария — посредник, потому что Христос — Господь и наш брат, а в Jucunda Semper заявил, что самой сильной причиной, почему католики ищут защиты Девы Марии через молитву, является её миссия как посредника божественной благодати. В Augustissimae Virginis Mariae, папа писал, что обращение к Марии — лучший способ быть услышанным Богом, и найти его благодать. Лев XIII следовал позиции Фомы Аквинского, что Дева Мария в час Благовещения возьмёт на себя функции помощника в таинстве искупления. Все христиане рождаются через Деву Марию и являются её детьми.

#### Скапулярий
Лев XIII был членом Благочестивого Союза Богоматери Доброго Совета и глубоко почитал Богоматерь Доброго Совета. Августинский орден преподнёс в дар Льву XIII небольшой скапулярий Богоматери Доброго Совета (так называемый Белый скапулярий), в декабре 1893 года папа принял его. 22 апреля 1903 года, папа Лев XIII включил упоминание о Богоматери Доброго Совета в литанию Лорето.

## Список папских посланий, связанных с мариологией
Папские буллы
- Ineffabilis Deus
- Munificentissimus Deus

Энциклики
- Ad Caeli Reginam, энциклика Пия XII (1954)
- Auspicia quaedam, энциклика Пия XII (1948)
- Bis Saeculari, энциклика Пия XII (1948)
- Deiparae Virginis Mariae, энциклика Пия XII (1948)
- Fulgens corona, энциклика Пия XII (1953)
- Mystici corporis Christi
- Redemptoris Mater

Апостольские послания
- Rosarium Virginis Mariae
- Marialis Cultus.